# Nimatullah Kassab Al-Hardini
Nimatullah Youssef Kassab Al-Hardini nasceu em 1808 na cidade libanesa de Beit Kassab e morreu a 14 de dezembro de 1858 no Mosteiro dos Santos Cipriano e Justino em Kfifane.
É venerado como um santo da Igreja maronita cuja festa é celebrada em 14 de dezembro, tendo sido canonizado pelo Papa João Paulo II em 16 de maio de 2004.
O economista e ex-prefeito paulistano Gilberto Kassab é um seu sobrinho-bisneto.